# Haruhisa Hasegawa
Haruhisa Hasegawa (長谷川 治久, Hasegawa Haruhisa, Hyogo, 14 april 1957) is een Japans voormalig voetballer die als aanvaller speelde.

## Clubcarrière
In 1976 ging Hasegawa naar de Osaka University of Commerce, waar hij in het schoolteam voetbalde. Nadat hij in 1980 afstudeerde, ging Hasegawa spelen voor Yanmar Diesel. Met deze club werd hij in 1980 kampioen van Japan. Hasegawa veroverde er in 1983 en 1984 de JSL Cup. In 7 jaar speelde hij er 75 competitiewedstrijden en scoorde 24 goals. Hasegawa beëindigde zijn spelersloopbaan in 1987.

## Japans voetbalelftal
Haruhisa Hasegawa debuteerde in 1978 in het Japans nationaal elftal en speelde 15 interlands, waarin hij 4 keer scoorde.

## Statistieken
| Japans voetbalelftal | Japans voetbalelftal | Japans voetbalelftal |
| Jaar                 | Wed.                 | Dlp.                 |
| -------------------- | -------------------- | -------------------- |
| 1978                 | 4                    | 0                    |
| 1979                 | 1                    | 0                    |
| 1980                 | 9                    | 4                    |
| 1981                 | 1                    | 0                    |
| Totaal               | 15                   | 4                    |